# Der Krieg (Otto Dix)
Der Krieg ist ein Triptychon mit Predella von Otto Dix. Das Bild, in Öl auf Holz gemalt, wurde 1929 begonnen und 1932 vollendet. Die Mitteltafel misst 204 × 204 cm, die Flügel sind daher 204 × 102 cm groß, die Predella über die volle Breite ist 60 cm hoch. Das Gemälde befindet sich in der Galerie Neue Meister in Dresden. Seit 1946 war das Gemälde als Leihgabe in Dresden und einige Jahre auch in Halle zu sehen. Im Jahre 1968 wurde es für 500.000 Deutsche Mark vom Dresdener Museum erworben.

## Bildbeschreibung
Themen des Triptychons sind der Erste Weltkrieg und die Aufarbeitung privater Erlebnisse von Otto Dix. Der Beginn der Arbeit fiel in die Zeit des zehnten Jahrestags des Kriegsendes. Fast gleichzeitig entstanden auch der Roman Im Westen nichts Neues von Erich Maria Remarque und viele andere, im Gegensatz dazu allerdings den Krieg verherrlichende Erinnerungswerke. Otto Dix wollte den Letzteren entgegenwirken.
Das Gemälde ist in einem altmeisterlichen Stil gemalt, ebenso sind Bildmotive aus dieser Zeit entnommen. Die Mitteltafel zeigt eine vollständig verwüstete Landschaft, über die Leichen und Leichenteile verstreut sind. Nur ein Soldat mit Gasmaske scheint am Leben zu sein. Dix nimmt dabei den Bildaufbau seines früheren Bildes Schützengraben (heute verschollen) wieder auf und verbindet es mit der drastischen Darstellung auf dem Isenheimer Altar von Mathias Grünewald.
Auf dem linken Flügel sieht man eine Kolonne von Soldaten, die voll ausgerüstet durch eine nebelige Kriegslandschaft marschieren; möglicherweise in den Kampf. Der vordere Teil der Kolonne marschiert vom Betrachter weg, der hintere Teil in Richtung des Betrachters. Zwei Soldaten des vorderen Teils drehen ihre Köpfe zur Seite, so dass jeweils eines ihrer Augen für den Betrachter sichtbar wird. Auf dem rechten Flügel sind Menschen zu erkennen, die sich aus dem Kampf zurückziehen. Die beherrschende Figur des Flügels, die einem Kameraden unter die Arme greift, ist ein Selbstporträt von Otto Dix. In der Predella unterhalb sind mehrere nebeneinander liegende Soldaten zu sehen. Es ist nicht klar, ob sie nur schlafen oder tot sind. Die Gestaltung der Predella orientiert sich an dem Bild des Christus im Grab von Hans Holbein d. J.